# Futerał
Futerał – rodzaj pojemnika do przechowywania i przenoszenia przedmiotów wymagających ostrożnego obchodzenia się z nimi, jak  okulary, skrzypce (i inne instrumenty muzyczne), broń (np. na broń myśliwską), aparat fotograficzny, urządzenia optyczne (np. obiektywy, lunety), telefon komórkowy itp.
Zazwyczaj futerały wykonuje się ze stosunkowo twardych materiałów (tworzyw sztucznych, grubej skóry itp.), co zapobiega zgnieceniu delikatnych elementów przenoszonych urządzeń, choć np. futerały na broń często wykonuje się ze stosunkowo miękkiego brezentu, czasem tylko w niektórych miejscach usztywnionego grubą skórą. Poza ochroną przed uszkodzeniem przechowywanego przedmiotu rolą futerału jest też zabezpieczenie zawartości przed zanieczyszczeniami.
Otwarty futerał mniejszych rozmiarów nazywany bywa pochewką (np. na okulary).

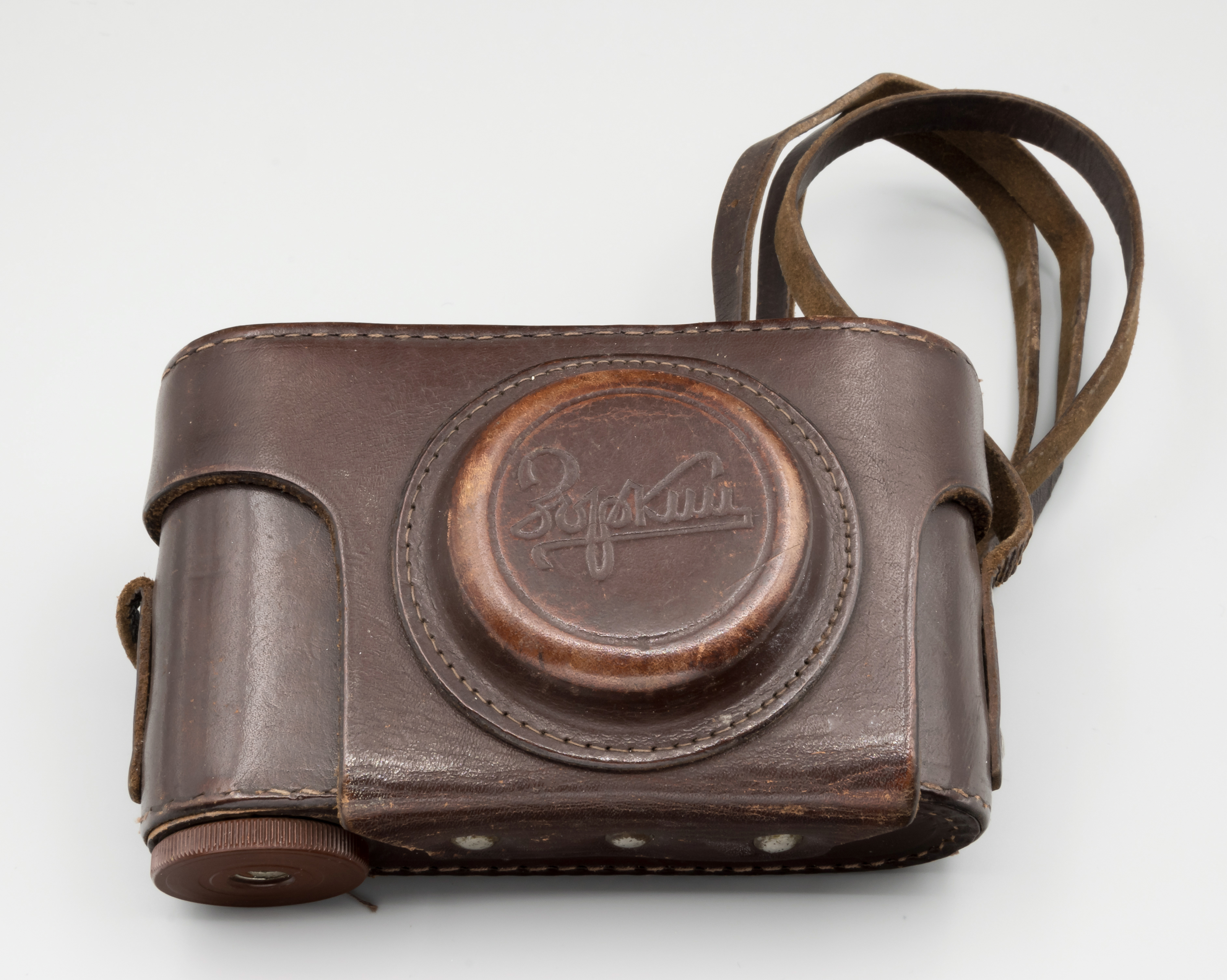
Skórzany futerał aparatu fotograficznego
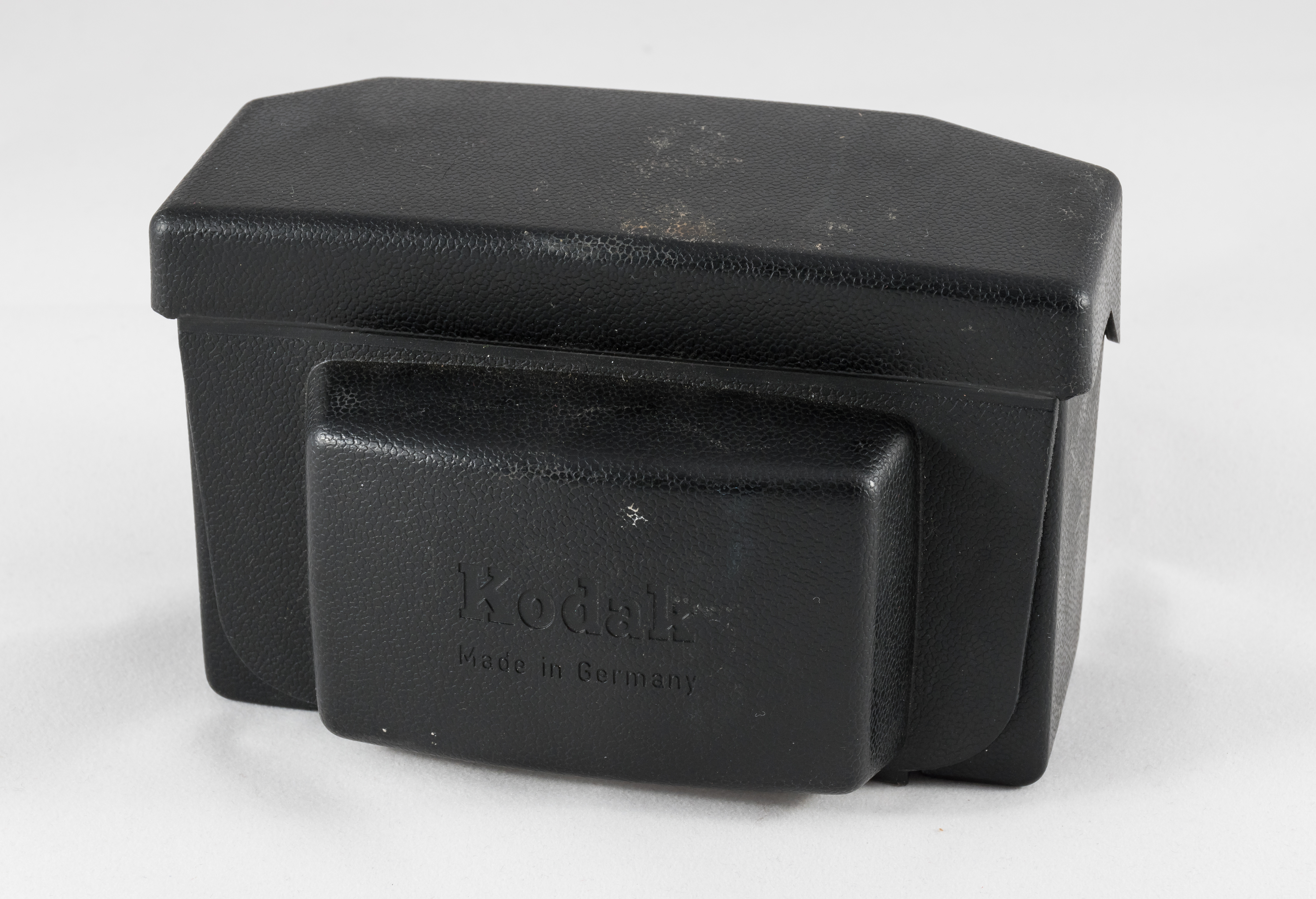
Plastikowy futerał aparatu fotograficznego
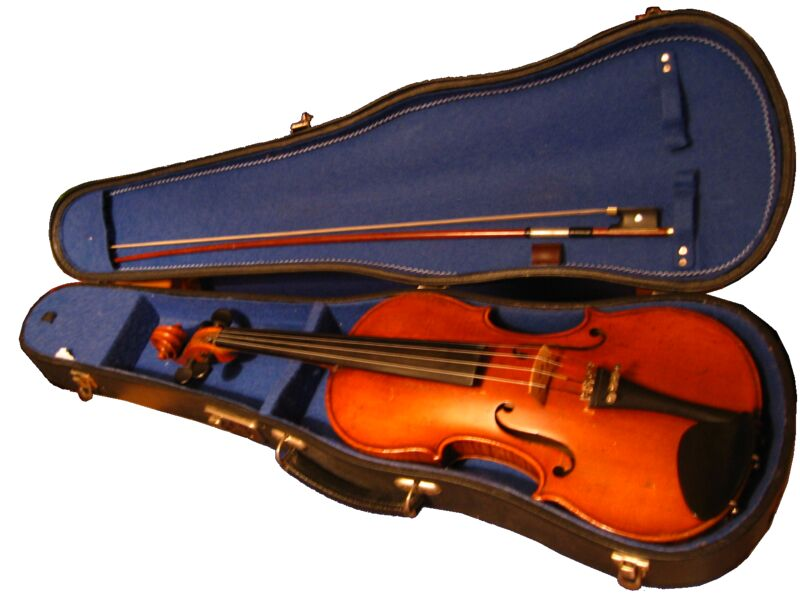
Skrzypce w futerale
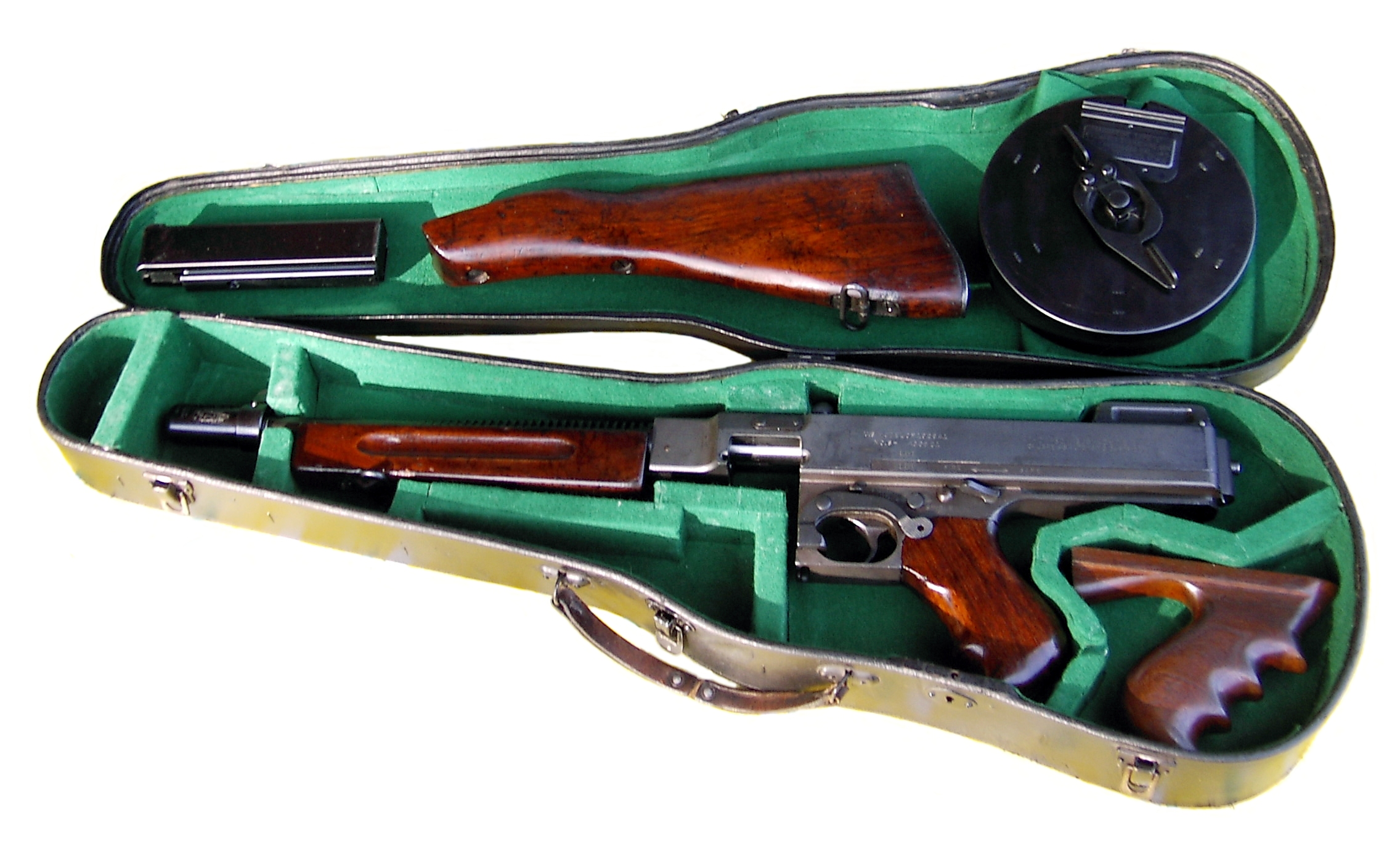
Pistolet maszynowy Thompson w futerale na skrzypce
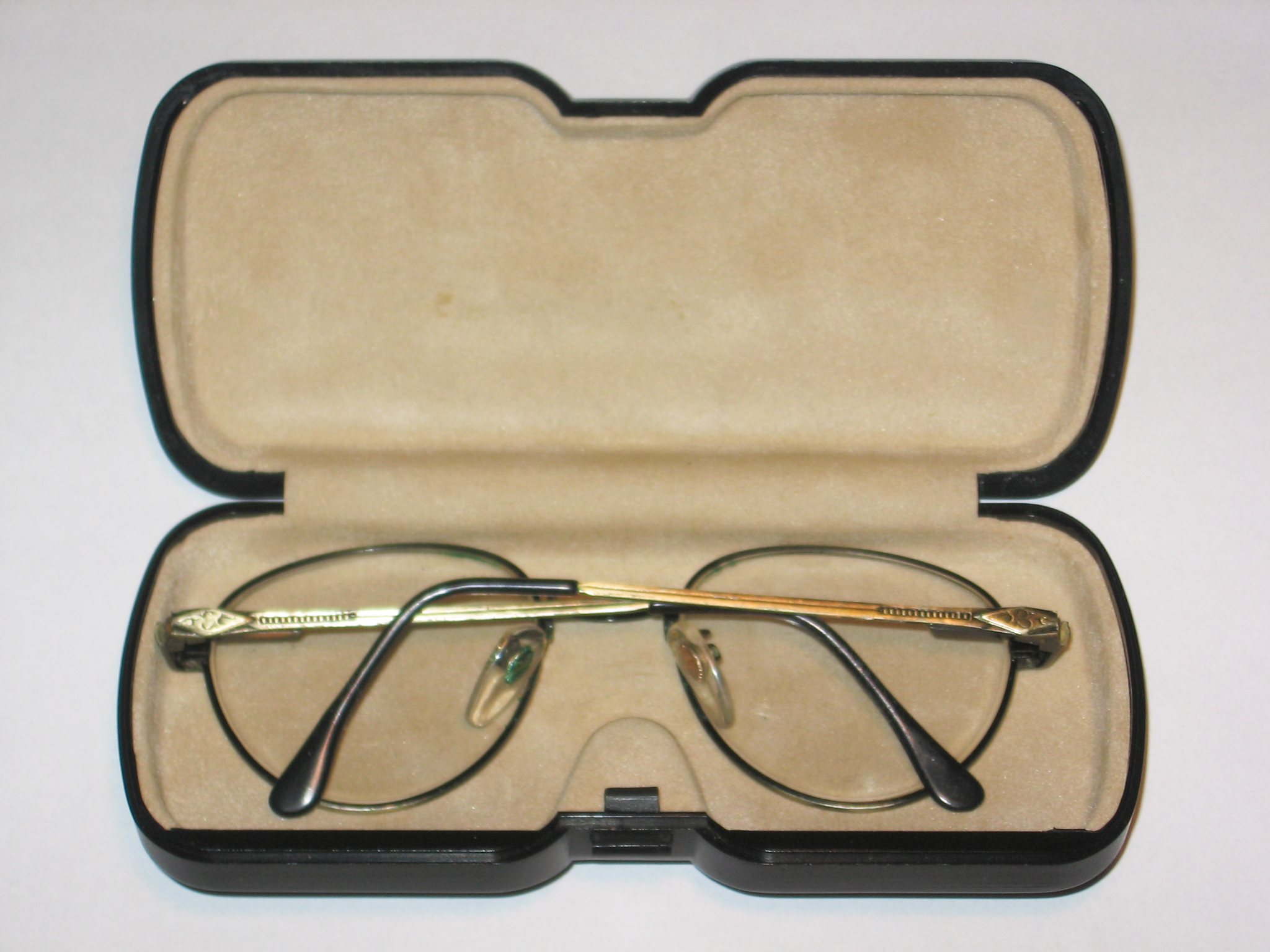
Okulary w futerale
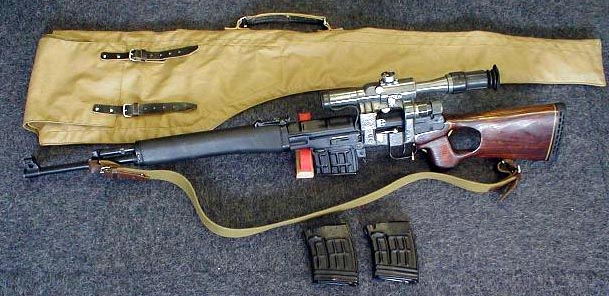
Karabin myśliwski w futerale